# Nattawut Suksum
Nattawut Suksum (tiếng Thái: ณัฐวุฒิ สุขสุ่ม, sinh ngày 6 tháng 11 năm 1997), là một cầu thủ bóng đá người Thái Lan thi đấu ở vị trí tiền đạo cho câu lạc bộ Giải bóng đá Ngoại hạng Thái Lan Bangkok United.